# ZOO & RUBY
『ZOO & RUBY』（ズー・アンド・ルビー）は、日本のロックバンド・ZIGGYの6枚目のオリジナル・アルバム。

## 概要
- 前作に続き、坂井紀雄との共同で編曲・サウンドプロデュースを担当した。
- 森重、戸城の2人編成となってから初めてのアルバムであり、ストリングスやホーンセクションを全面的に導入したポップス調の楽曲が多い。
- アルバムタイトルは"ずうとるび"のもじりであり、収録楽曲の随所にビートルズへのオマージュが散りばめられている。

## 批評
CDジャーナルは「メロディに磨きをかけた感じで、バラードはXを思わせたりする」と評した。

## 収録曲
| 全作詞: 森重樹一、全編曲: 坂井紀雄、ZIGGY。 |                                          |           |          |      |
| #                                           | タイトル                                 | 作詞      | 作曲     | 時間 |
| 1.                                          | 「架空のサーカス」                       | 森重樹一  | 戸城憲夫 | 3:29 |
| 2.                                          | 「砂の上のパラダイス」                   | 森重樹一  | 戸城憲夫 | 3:36 |
| 3.                                          | 「MAYBE TOMORROW」                       | 森重樹一  | 森重樹一 | 3:40 |
| 4.                                          | 「偽りの宮殿」                           | 森重樹一  | 戸城憲夫 | 4:41 |
| 5.                                          | 「天のくれたメロディ」                   | 森重樹一  | 森重樹一 | 5:33 |
| 6.                                          | 「BE YOURSELF」                          | 森重樹一  | 森重樹一 | 5:05 |
| 7.                                          | 「GOOD LUCK Mr.RICHMAN」                 | 森重樹一  | 戸城憲夫 | 4:12 |
| 8.                                          | 「GARDEN OF ROSES」                      | 森重樹一  | 森重樹一 | 4:19 |
| 9.                                          | 「この空白が僕を埋めつくしてしまう前に」 | 森重樹一  | 森重樹一 | 5:20 |
| 10.                                         | 「追憶の夜に宝石を散りばめて」           | 森重樹一  | 戸城憲夫 | 3:29 |
| 11.                                         | 「LISTEN TO THE MUSIC」                  | 森重樹一  | 森重樹一 | 5:21 |
| 12.                                         | 「星のない街の子供達」                   | 森重樹一  | 戸城憲夫 | 3:38 |
| 合計時間:                                   | 合計時間:                                | 合計時間: | 52:23    |      |

## レコーディング参加
- 森重樹一 - コーラス
- 戸城憲夫 - ベース
  - 横関敦 - ギター
  - 梶原順 - ギター
  - 鎌田ジョージ - ギター
  - 土方隆行 - ギター
  - 新美俊宏 - ドラム
  - 青山純 - ドラム
  - 湊雅史 - ドラム
  - 佐藤達哉 - キーボード
  - 前野知常 - ピアノ
  - ジェイク・H・コンセプション - サックス
  - 数原晋 - トランペット
  - 中川英二郎 - トロンボーン
  - 篠崎正嗣ストリングス - ストリングスセクション
  - 坂井紀雄 - コーラス